# Символы бахаи
Символы бахаи — священные изображения в религии бахаи.
Согласно учению Шоги Эффенди, главным символом бахаи является пятиконечная звезда (хайкаль), которую использовали Баб и Бахаулла в качестве общего «контура» для своих скрижалей. В трудах Бахауллы пятиконечная звезда предстаёт как символ человеческого тела.
Другими священными символами бахаи являются девятиконечная звезда, символ перстня, каллиграфически написанные слово «баха» (означает «слава, блеск») и так называемое «Величайшее имя» («Йа-Баха-уль-Абха», в переводе «О Слава Всеславного!»; используется как официальное приветствие бахаи и молитва); в некоторых случаях к священным символами этой религии относят также цифра 9 и число 19. Запись «Величайшего имени» является одним из важнейших символов в религии, поэтому, как правило, присутствует в качестве украшения только в домах, но не на кольцах или других личных вещах.
Число 9 является священным в религии бахаи, так как число букв в арабском написании слова «баха» составляет 9; кроме того, символ этой цифры отражает наибольшее значение, которое можно записать с помощью одного знака, что является, по бахаи, воплощением целостности. Число 19 соответствует количеству букв в арабском слове «единство»; каждый месяц в календаре бахаи имеет 19 дней, а каждый год — 19 месяцев.
Девятиконечная звезда также связана с отображением слова «баха» согласно абджадии цифры 9. Строгих традиций изображения девятиконечной звезды у бахаи нет, однако сам этот символ используется чаще, чем другие. Символ перстня был придуман Абдул-Бахой, сыном Бахауллы, и предназначен для размещения на носимых бахаи перстнях; он представляет собой две пятиконечных звезды и вкраплённое между ними каллиграфическое начертание слова «баха», изображённое, однако, не одной, а четырьмя линиями (тремя горизонтальными и одной вертикальной). Нижняя линия символизирует человечество и сотворённый мир, верхняя — мир Бога, средняя — богоявление и откровение; вертикальная линия — символ Изначальной Воли, которая поступает от Бога к человечеству через богоявление. Пятиконечные звёзды по бокам символизируют Баба и Бахауллу.

Символы бахаи
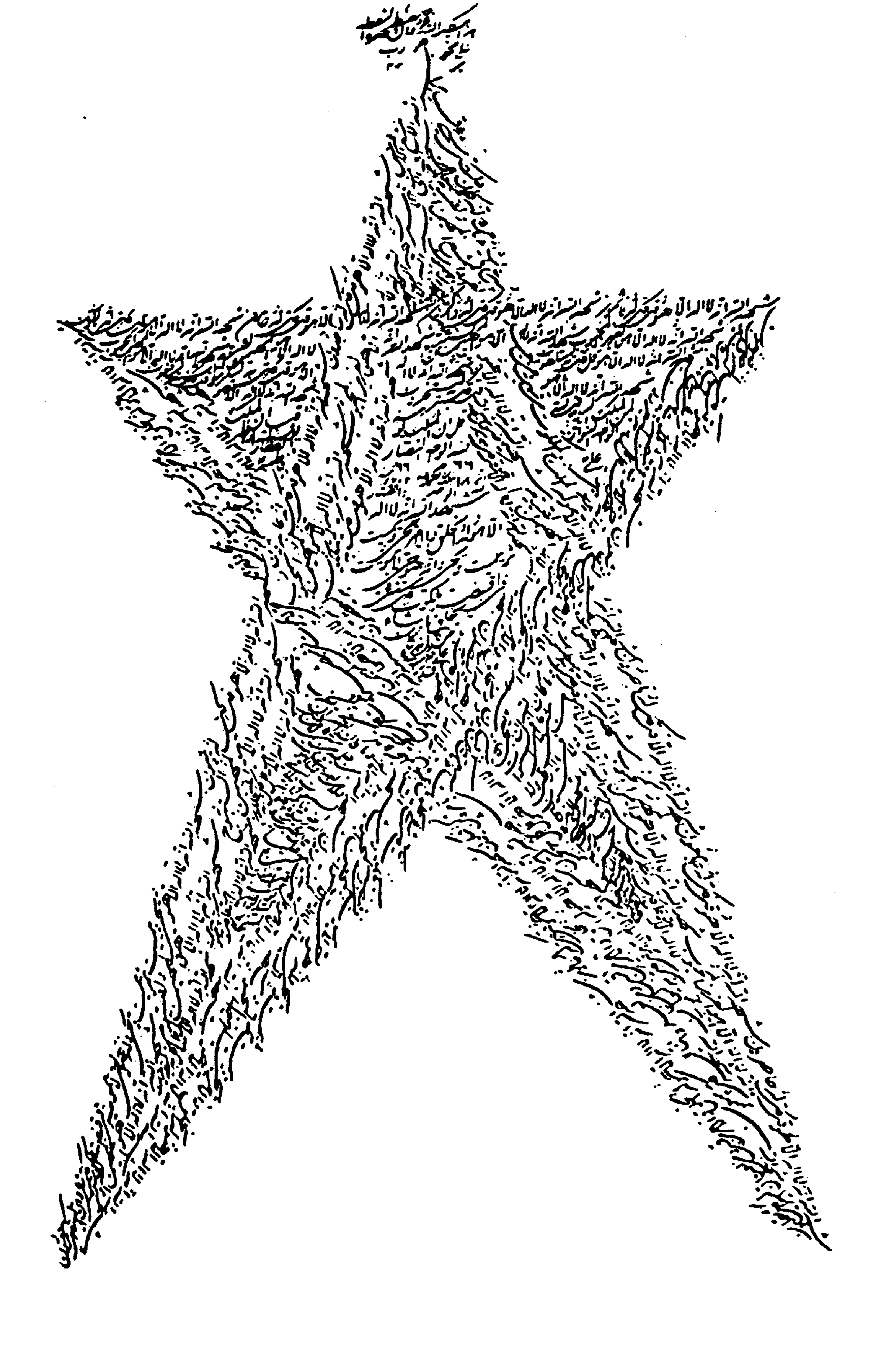
Пятиконечная звезда Баба с надписями внутри
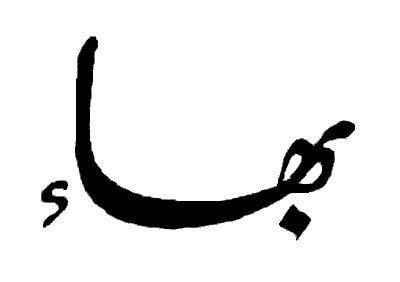
Слово «баха»
Один из вариантов девятиконечной звезды
Символ перстня
«Величайшее имя»